# Endonucleasa
L'endonucleasa és un enzim que talla un àcid nucleic en fragments més curts. Les endonucleases són capaces de tallar al centre de la cadena, a diferència de exinucleasa que ataquen els nucleòtids situats en els extrems dels fragments, també poden tallar trossos de la doble cadena d'ADN en llocs específics caracteritzats per una seqüència de nucleòtids: el lloc de restricció.